# پائولو پائولینی
پائولو پائولینی (ایتالیایی: Paolo Paoloni؛ ۲۴ ژوئیه ۱۹۲۹ – ۹ ژانویهٔ ۲۰۱۹) بازیگر اهل ایتالیا بود.
از فیلم‌ها یا برنامه‌های تلویزیونی که وی در آن نقش داشته‌است، می‌توان به همه می‌توانند پولدار شوند به‌جز فقرا، مینو، اسبان سپید تابستان، و کشتی به راهش ادامه می‌دهد، فانتوتزی، کانیبال هولوکاست، فانتوتزی ۲۰۰۰ – شبیه‌سازی، استرادیواری تیم دو نفره، زمستان، بازی ریپلی، دکتر جکیل و بانوی مهربان، اجساد ممتاز و امشب در منزل آلیس اشاره کرد.